# Edmund Zimmer
Edmund Albin Zimmer (ur. 10 października 1890 we Lwowie, zm. 2 listopada 1972 w Londynie) – podpułkownik artylerii Wojska Polskiego II RP i Polskich Sił Zbrojnych w ZSRR.

## Życiorys
Urodził się 10 października 1890 we Lwowie, w rodzinie Edmunda. 
Po zakończeniu I wojny światowej, jako były oficer c. i k. armii został przyjęty do Wojska Polskiego i zatwierdzony do stopnia porucznika. W szeregach 1 pułku artylerii polowej Legionów w stopniu porucznika uczestniczył w wojnie polsko-bolszewickiej, za co otrzymał Order Virtuti Militari. Został przyjęty do Wojska Polskiego. Został awansowany na stopień kapitana artylerii ze starszeństwem z dniem 1 czerwca 1919. W 1923 był p.o. dowódcy III dywizjonu macierzystego 1 pułku artylerii polowej Legionów, stacjonującego w Wilnie. Następnie awansowany na stopień majora artylerii ze starszeństwem z dniem 1 lipca 1923. W 1924 był etatowym dowódcą III dywizjonu 1 pap Leg. W 1928 był dowódcą III dywizjonu 10 pułku artylerii polowej w Łodzi. Od 27 kwietnia 1929 był zastępcą dowódcy pułku w 2 pułku artylerii lekkiej Legionów w Kielcach. W tym czasie został awansowany na stopień podpułkownika artylerii ze starszeństwem z dniem 1 stycznia 1930. Z dniem 1 września 1931 został przeniesiony do Szkoły Podchorążych Artylerii w Toruniu na stanowisko dowódcy dywizjonu szkolnego. W grudniu 1932 został przesunięty w Centrum Wyszkolenia Artylerii na stanowisko komendanta Szkoły Podoficerów Zawodowych Artylerii. Od listopada 1935 do 1939 był dowódcą 20 pułku artylerii lekkiej, po czym został przeniesiony w stan spoczynku.
Podczas II wojny światowej wstąpił do formowanych w 1941 Polskich Sił Zbrojnych w ZSRR. Został dowódcą Centrum Wyszkolenia Artylerii w Kara-Suu w Kirgiskiej Republice. Od stycznia 1945 był komendantem Kursów Maturalnych Nr 1 w Alessano. Po wojnie przebywał na emigracji w Wielkiej Brytanii. Do końca życia pozostawał w stopniu podpułkownika. Zmarł nagle 2 listopada 1972 w Londynie.

## Ordery i odznaczenia
- Krzyż Srebrny Orderu Virtuti Militari (przed 1923)
- Krzyż Walecznych (czterokrotnie, przed 1923)
- Złoty Krzyż Zasługi (24 maja 1929[17])
- Medal 10 Rocznicy Wojny Niepodległościowej (Łotwa, zezwolenie w 1929)[18]